# Дус Сантус, Витор Угу
Витор Угу Силва Моран дус Сантус (порт.-браз. Vítor Hugo Silva Mourão dos Santos; род. 1 февраля 1996, Рио-де-Жанейро) — бразильский легкоатлет, специалист по бегу на короткие дистанции. Выступал за сборную Бразилии по лёгкой атлетике в 2012—2019 годах, обладатель серебряной медали Панамериканских игр, серебряный и бронзовый призёр Южноамериканских игр, действующий рекордсмен Южной Америки и Бразилии в эстафете 4 × 100 метров, участник летних Олимпийских игр в Рио-де-Жанейро.

## Биография
Витор Угу дус Сантус родился 1 февраля 1996 года в Рио-де-Жанейро.
Впервые заявил о себе в сезоне 2011 года, выиграв бег на 200 метров на юношеском первенстве Бразилии в Сан-Паулу.
В 2012 году вошёл в состав бразильской сборной и выступил на юношеском первенстве Южной Америки в Мендосе, где стал серебряным призёром в дисциплине 200 метров и вместе с соотечественниками одержал победу в зачёте эстафеты 4 × 100 метров.
В 2013 году принял участие в юношеском мировом первенстве в Донецке — на дистанциях 100 и 200 метров занял шестое и второе места соответственно. На юниорском панамериканском первенстве в Медельине получил серебро в дисциплине 200 метров и взял бронзу в эстафете 4 × 100 метров. Также в этом сезоне выиграл эстафету 4 × 100 метров на юниорском южноамериканском первенстве в Чако.
В 2014 году бежал 100 и 200 метров на юниорском мировом первенстве в Юджине.
В 2015 году выиграл 100 метров на юниорском южноамериканском первенстве в Куэнке. На Панамериканских играх в Торонто завоевал серебряную награду в эстафете 4 × 100 метров, уступив только команде из США. В 100-метровой дисциплине был шестым на юниорском панамериканском первенстве в Эдмонтоне, в эстафете 4 × 100 метров занял четвёртое место на чемпионате мира по легкоатлетическим эстафетам в Нассау.
В 2016 году в беге на 100 метров превзошёл всех соперников на чемпионате Бразилии в Сан-Бернарду-ду-Кампу. Выполнив олимпийский квалификационный норматив, удостоился права защищать честь страны на домашних летних Олимпийских играх в Рио-де-Жанейро — в дисциплине 100 метров не смог преодолеть предварительный квалификационный этап, тогда как в эстафете 4 × 100 метров занял в финале шестое место.
В 2017 году среди прочего стартовал на чемпионате мира по эстафетам в Нассау.
В 2018 году на Южноамериканских играх в Кочабамбе выиграл бронзовые медали в беге на 100 метров и в эстафете 4 × 100 метров, кроме того, стал серебряным призёром в беге на 200 метров.
В 2019 году бежал эстафету 4 × 200 метров на эстафетном чемпионате мира в Иокогаме. Принял участие в чемпионате мира в Дохе — в дисциплине 100 метров остановился на предварительном квалификационном этапе, в то время как в эстафете 4 × 100 метров занял в финале четвёртое место, установив при этом ныне действующий рекорд Южной Америки и национальный рекорд Бразилии — 37,72. Позднее выступил на Всемирных военных играх в Ухане, где его команда победила в эстафете 4 × 100 метров (дус Сантус стартовал только на предварительном этапе). По окончании сезона завершил спортивную карьеру.